# 戈爾季伊夫卡 (羅馬尼夫區)
50°3′16″N 27°52′30″E / 50.05444°N 27.87500°E
戈爾季伊夫卡（烏克蘭語：Гордіївка）是位於烏克蘭北部日托米爾州裏日托米爾區的村莊，始建於1921年，面積13.3平方公里，2001年該城鎮人口714。